# Doing It Right
Singles par Remady
Single Ladies
(2012) Higher Ground
(2012)
Singles par Manu-L
Single Ladies
(2012) Higher Ground
(2012)
Singles par Amanda Wilson
You Found Me
(2011)
Pistes de The Original
Higher Ground
(2) Hollywood Ending
(4)
Doing It Tonight est une chanson du DJ suisse Remady, interprétée par Manu-L en duo avec la chanteuse britannique Amanda Wilson. La chanson sort en avril 2012 sous format numérique en Suisse sous le label Happy Music. 3e single extrait du 2e album studio The Original (2012), la chanson a été écrite par Maurizio Pozzi, Remady, Ben Mühlethaler, Amanda Wilson, Emanuel Gut, Thomas Kent et produite par Remady. Le single se classe 15e en Suisse.

## Classement par pays
| Classement (2012)            | Meilleure position |
| ---------------------------- | ------------------ |
| Suisse (Schweizer Hitparade) | 15                 |